# からし漬け
からし漬け（からしづけ）は、野菜などを塩漬けにしたのち、芥子、酒・麹などを混ぜた中に漬けたものである。

## 製法
食材としては、ナス、ことに秋ナスが最上であるとされ、他に、キュウリ、ダイコン、カブ、キクイモ、ハヤトウリ、マツタケなども用いられる。
ナスはへたを取って、塩水を煮さました中に下漬すると色がよく、また古くぎ、焼きみょうばん、あるいは少量の酢を落とすとさらによい。分量は、1斗樽にナス2貫目、下漬塩水は水2升に塩1.5～2合で作り、重石をかけて3～4日置いて、2升くらいのカラシを練って本漬をする。カラシはカラシ粉に熱湯を加えて十分に練って、容器の内面に厚さ2～3分に塗り、その上に紙を貼り、熱湯を注ぎ、さらに真っ赤になった炭を入れて煮立たせる。湯が冷めたら炭を取り出し、水を流し、しばらく置いておくと辛みが出る。それに上記の麹その他、好みのものを入れ、全体を適宜ゆるめて、ナスを漬け込み、蓋と目張りをする。1ヶ月ほどで食する。